# 乌斯马尔
乌斯马尔（Uxmal，猶加敦馬雅語：Óoxmáal óˑʃmáˑl）是位于墨西哥尤卡坦州的大型玛雅古城遗址。1996年，被联合国教科文组织列入世界文化遗产。乌斯马尔的发音为“Oosh-mahl”，在古玛雅语中意为“建造三次”，但亦有玛雅语专家执有异议。

## 古代历史

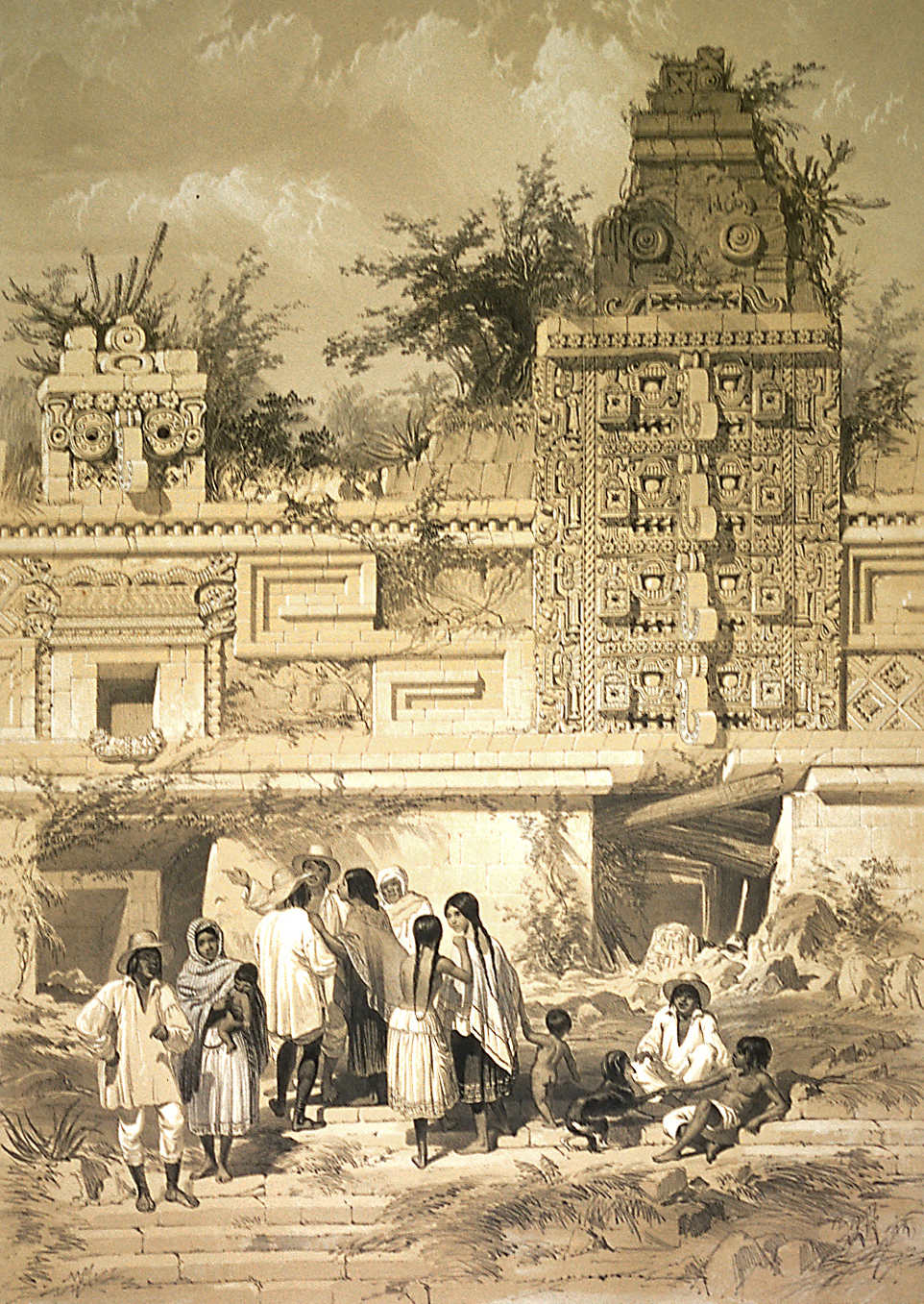
卡泽伍德所作的绘画

由于乌斯马尔是著名的旅游景点，所以做了许多修复建筑的工作，而严肃认真的考古研究却没有做多少。因此，建城的确切时间并不清楚，而25000人的人口也是一个很粗略的估计。今天看到的许多建筑都是建于8世纪到11世纪间。
玛雅历书记载乌斯马尔由亨·乌伊奇尔·查克·图图尔·希乌（Hun Uitzil Chac Tutul Xiu）建于500年左右。乌斯马尔被希乌家族统治了许多代，是西部尤卡坦地区最强大的城邦，曾和奇琴伊察结成同盟控制整个北部玛雅地区。1200年以后乌斯马尔没有建造新的主要建筑，可能和奇琴伊察同盟破裂，而地区霸权落入玛雅潘有关。希乌家族将他们的首都迁至马尼（Maní），乌斯马尔的人口减少。
在西班牙人征服尤卡坦之后（从某种意义上希乌家族和西班牙人结盟），早期的殖民文件显示乌斯马尔直到1550年代还是一个重要的居住地，但在这里没有建立西班牙城镇，乌斯马尔后来就被遗弃了。

## 遗址

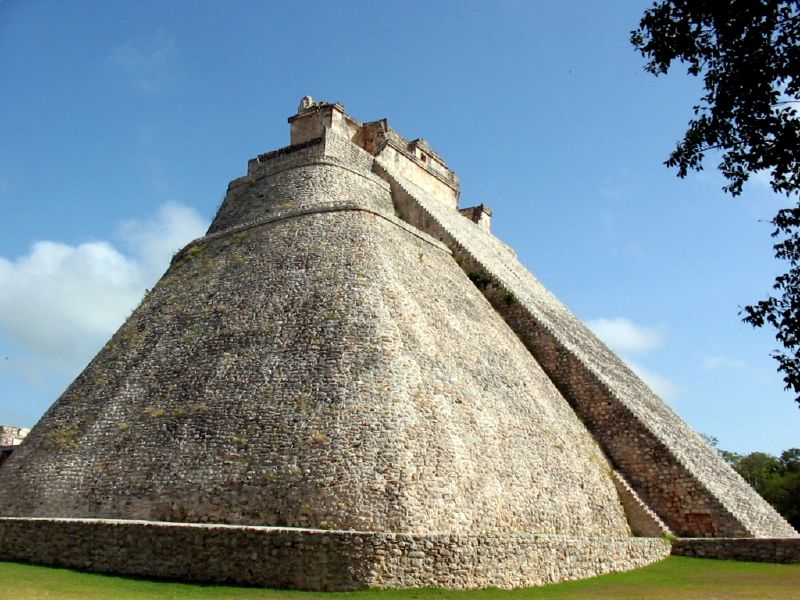
魔术师金字塔

即使在修复之前，乌斯马尔也保存得很好，因为被建造的异常的好。许多都是使用切割得很好的石块建成，而非泥灰来黏合来时整座建筑成型。这里的建筑被认为典雅美丽，主要是普克（Puuc）玛雅建筑风格。由于保存得相当好，所以这是少数几个几乎就和遗弃时一模一样的玛雅遗址。
主要的建筑有：
- 王宫(The Governor's Palace)：一座建在巨大平台上的建筑，有着中美洲最长的建筑正面。
- 魔术师金字塔(Pyramid of the Magician)，或称阿迪维诺（Adivino），是一座与众不同的阶梯金字塔。金字塔的阶梯是椭圆的，而非常见的矩形或是正方形。一般来说是在老神庙的上面建造新神庙，但这里新神庙早在老神庙上方正中偏右，以保存西侧的老神庙。
- 修女四合院(The Nunnery Quadrangle)，这是西班牙人取的绰号，实际上政府部门。这是乌斯马尔最好四方建筑之一，内外两面有精美的雕刻。
- 一个大型球场用来举办中美洲球赛，上面有一段在901年由Chan Chak K'ak'nal-Ahau题的碑铭。

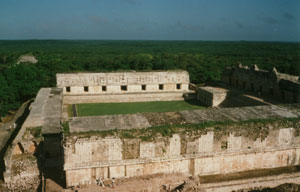
修女四合院

在乌斯马尔还有许多保存完好的阶梯金字塔，方院和其他纪念碑。
大多数象形文字碑铭都被不寻常集中在一块平台上。石柱上记载了古代的统治者，并在古代被故意打坏和推倒。有些被重新立起来并修复。一段围绕祭祀中心地点的围墙的残体暗示了可能发生过战斗。

## 现代历史

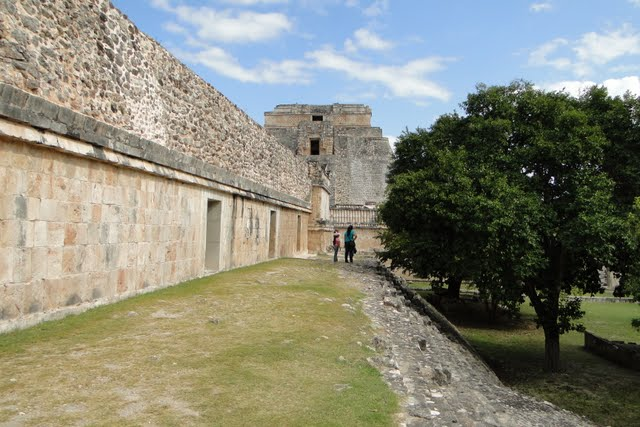
玛雅金字塔

由于遗址离梅里达不远，所以墨西哥独立后就吸引许多旅游者。第一次对遗址进行的详细说明在1838年由让·弗雷德里克·瓦尔德克（Jean Frederic Waldeck）出版。约翰·罗伊德·施特芬斯（John Lloyd Stephens）和弗雷德里克·卡泽伍德（Frederic Catherwood）在1840年代对乌斯马尔进行了两次长时间的考察，花了许多平面图，可惜许多都散失了。德西雷·查尔内（Désiré Charnay）在1860年在乌斯马尔派了许多照片。三年后，墨西哥皇后卡洛塔（Carlota of Mexico）参观乌斯马尔，为了准备它的参观，当地政府除去了许多关于生殖崇拜的雕刻和建筑元素。

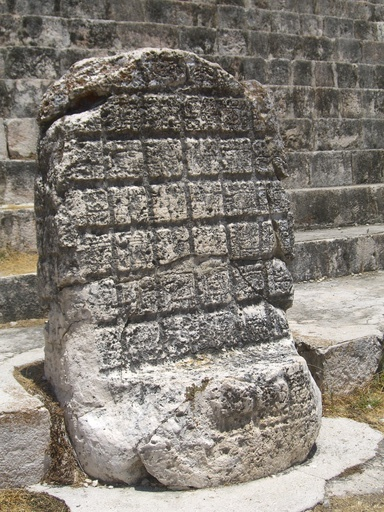
石刻

墨西哥政府第一次对建筑的加固是在1927年，当时工程是冒着倒塌危险。1930年，一支图兰大学（Tulane University）的考古队在四方尼姑庵上用石膏拓模，并将模型在芝加哥的1933年世界博览会上展出。英国女王伊丽莎白二世于1975年参观遗址。1996年被列入世界遗产名录。

## 登录基准
该世界遗产被认为满足世界遺產登錄基準中的以下基準而予以登錄：
- （i）表现人类创造力的经典之作。
- （ii）在某期间或某种文化圈里对建筑、技术、纪念性艺术、城镇规划、景观设计之发展有巨大影响，促进人类价值的交流。
- （iii）呈现有关现存或者已经消失的文化传统、文明的独特或稀有之证据。